# Пакссон (Аляска)
Пакссон (англ. Paxson) — переписна місцевість (CDP) в США, в окрузі Вальдес-Кордова штату Аляска. Населення — 26 осіб (2020).

## Географія
Пакссон розташований за координатами 63°2′56″ пн. ш. 145°38′16″ зх. д. / 63.04889° пн. ш. 145.63778° зх. д. (63.048811, -145.637766).  За даними Бюро перепису населення США в 2010 році переписна місцевість мала площу 827,03 км², з яких 789,97 км² — суходіл та 37,06 км² — водойми.

### Клімат
| Клімат : Пакссон        | Клімат : Пакссон | Клімат : Пакссон | Клімат : Пакссон | Клімат : Пакссон | Клімат : Пакссон | Клімат : Пакссон | Клімат : Пакссон | Клімат : Пакссон | Клімат : Пакссон | Клімат : Пакссон | Клімат : Пакссон | Клімат : Пакссон | Клімат : Пакссон |
| Показник                | Січ.             | Лют.             | Бер.             | Квіт.            | Трав.            | Черв.            | Лип.             | Серп.            | Вер.             | Жовт.            | Лист.            | Груд.            | Рік              |
| Абсолютний максимум, °C | 5,0              | 7,2              | 11,1             | 20,0             | 23,9             | 30,0             | 30,0             | 30,0             | 26,1             | 16,7             | 8,9              | 10,0             | 30,0             |
| Середній максимум, °C   | −13,4            | −9,1             | −5,7             | 1,8              | 7,8              | 16,0             | 17,2             | 15,4             | 9,3              | 0,3              | −9,2             | −13,7            | 1,4              |
| Середній мінімум, °C    | −25,8            | −20,8            | −19,6            | −11,9            | −4,2             | 2,8              | 4,9              | 3,5              | −1,1             | −8,9             | −19,8            | −25,1            | −10,5            |
| Абсолютний мінімум, °C  | −45,6            | −43,3            | −41,7            | −45,6            | −22,8            | −12,2            | −6,7             | −10,6            | −20,6            | −31,7            | −39,4            | −48,3            | −48,3            |
| Норма опадів, мм        | 41               | 32               | 36               | 39               | 37               | 67               | 75               | 72               | 79               | 41               | 32               | 37               | 589              |
| Днів з опадами          | 5                | 4                | 5                | 5                | 6                | 11               | 11               | 13               | 11               | 7                | 5                | 7                | 90,0             |
| ----------------------- | ---------------- | ---------------- | ---------------- | ---------------- | ---------------- | ---------------- | ---------------- | ---------------- | ---------------- | ---------------- | ---------------- | ---------------- | ---------------- |
| Джерело:                |                  |                  |                  |                  |                  |                  |                  |                  |                  |                  |                  |                  |                  |

## Демографія
Згідно з переписом 2010 року, у переписній місцевості мешкало 40 осіб у 22 домогосподарствах у складі 11 родини. Густота населення становила 0 осіб/км².  Було 179 помешкань (0/км²).
Расовий склад населення:
| - 92,5 % — білих - 5,0 % — чорних або афроамериканців |

До двох чи більше рас належало 2,5 %. Частка іспаномовних становила 0,0 % від усіх жителів.
За віковим діапазоном населення розподілялося таким чином: 10,0 % — особи молодші 18 років, 85,0 % — особи у віці 18—64 років, 5,0 % — особи у віці 65 років та старші. Медіана віку мешканця становила 54,0 року. На 100 осіб жіночої статі у переписній місцевості припадало 207,7 чоловіків;  на 100 жінок у віці від 18 років та старших — 227,3 чоловіків також старших 18 років.
Цивільне працевлаштоване населення становило 8 осіб. Основні галузі зайнятості: будівництво — 100,0 %.